# Purisme linguistique en anglais
 (décembre 2016).
Si vous disposez d'ouvrages ou d'articles de référence ou si vous connaissez des sites web de qualité traitant du thème abordé ici, merci de compléter l'article en donnant les références utiles à sa vérifiabilité et en les liant à la section « Notes et références ».
Le purisme linguistique en anglais a pour objet de débarrasser la langue anglaise des mots dérivés de langues étrangères, visant plus particulièrement les mots empruntés aux langues romanes — principalement ceux issus du vieux français arrivés avec la conquête normande de l'Angleterre — et grecque et les remplacer par des mots « natifs » (sinborn) ce qui peut signifier des mots « anglo-saxons » (Engelsaxish) ou être aussi élargi aux mots issus des langues germaniques (Theedish). Au sens courant, ce purisme linguistique signifie simplement l'utilisation de mots natifs existants au lieu de dérivés étrangers, comme par exemple utiliser begin au lieu de commence (« commencer »). 
Il peut aller plus loin et impliquer de créer de nouveaux mots à partir de racines germaniques pour remplacer le mot d'origine latine, comme wordstock pour vocabulary (« vocabulaire »). Dans un sens plus strict, il implique également de relancer des mots natifs qui sont aujourd'hui rarement utilisés comme ettle pour intend ( « avoir l'intention »). La langue qui en résulte est parfois appelée Anglish — mot inventé en 1966 par l'auteur et humoriste britannique Paul Jennings (en) —  ou Anglais de Radice, expression faisant référence à l'idée qu'il s'agirait d'un « retour aux racines » de l'anglais[réf. nécessaire]. Dans son expression la plus large, elle est souvent décrite comme faisant partie de l'anglais simple, mais sa forme la plus extrême continue de trouver des défenseurs encore aujourd'hui.
Le purisme linguistique en anglais a été développé par David Crystal dans l'Encyclopédie de Cambridge de la langue anglaise (1995). Ses prémisses remontent au moins de la controverse du terme inkhorn (en) au XVIe et XVIIe siècles. Au XIXe siècle, des écrivains comme Charles Dickens, Thomas Hardy et William Barnes prônent le purisme linguistique et tentent d'introduire des mots comme birdlore pour ornithology (« ornithologie ») et bendsome pour flexible (« flexible »). L'écrivain anglais XXe siècle George Orwell en a été notamment un défenseur de cette doctrine. Il a ainsi préconisé le remplacement des mots de racine latine ou grecque par des mots qu'il considérait pleinement « saxons ». Cette doctrine continue de faire l'objet de controverses et d'être encore défendue aujourd'hui.

## Histoire

### Vieux et Moyen Anglais
Le Vieux Anglais a adopté un petit nombre de mots de prêt gréco-romains à partir d'une première période, en particulier dans le contexte de l'expansion du christianisme (church, bishop, priest). À partir du IXe siècle (Danelaw)  il a emprunté un nombre beaucoup plus grand de mots du vieux norrois, beaucoup pour des termes quotidiens (skull, egg, skirt).
Après la conquête normande de 1066-71, le niveau supérieur de la société anglaise a été remplacé par des gens qui parlaient l'ancien normand (une langue romane étroitement liée à l'ancien français). Elle a évolué en anglo-normand et est devenu la langue de l'État. Par conséquent, ceux qui souhaitaient être impliqués dans des domaines tels que le droit et la gouvernance étaient tenus de l'apprendre (voir « Français légal » par exemple).
C'est dans cette période du moyen anglais que la langue anglaise a emprunté une foule de mots romans (via l'anglo-normand) – voir « Influence latine en anglais (en) ». Cependant, il y avait quelques écrivains qui tentèrent de résister à l'influence envahissante de l'anglo-normand. Leur but était de fournir de la documentation pour les masses anglophones dans leur langue vernaculaire ou maternelle. Cela signifiait non seulement écrire en anglais, mais aussi prendre soin de ne pas utiliser des mots d'origine romane, ce qui ne serait probablement pas compris par les lecteurs. Des exemples de ce genre de littérature sont Ormulum, le Brut de Layamon, Ayenbite of Inwyt, et le Katherine Group de manuscrits dans la « Langage AB ».

### Anglais moderne précoce
Aux XVIe et XVIIe siècles, la controverse sur les emprunts étrangers non-utilisés du latin et du grec (appelées « inkhorn (en) ») était répandue. Les critiques ont soutenu que l'anglais avait déjà des mots avec des significations identiques. Cependant, beaucoup de nouveaux mots sont parvenus à un pied d'égalité avec les mots germaniques natifs, et souvent les ont remplacés.
Des écrivains comme Thomas Elyot inondèrent leurs écrits d'emprunts étrangers, tandis que des écrivains comme John Cheke (en) cherchaient à garder leurs écrits « purs ». Cheke a écrit :
« I am of this opinion that our own tung should be written cleane and pure, unmixt and unmangeled with borowing of other tunges; wherein if we take not heed by tiim, ever borowing and never paying, she shall be fain to keep her house as bankrupt ». (Je suis de cet avis que notre propre langue doit être écrite claire et pure, non mélangée et non mêlée avec emprunts d'autres langues; où si nous ne prenons pas attention par leur, toujours en jouissant et en ne payant jamais, elle va bientôt gérer un budget en faillite.)
En réaction, certains écrivains essayèrent de ressusciter des mots anglais plus anciens (gleeman pour musician (musicien), sicker pour certainly (certainement), inwit pour conscience (conscience), yblent pour confused (confus) ou pour faire de nouveaux mots avec des racines germaniques (endsay pour conclusion (conclusion), yeartide pour anniversary (anniversaire), foresayer pour prophet (prophète). Cependant, peu de ces mots restent d'usage courant.

### Anglais moderne
Un célèbre défenseur du purisme linguistique anglais est l'écrivain, poète, prêtre anglican et philologue anglais du XIXe siècle, William Barnes, qui chercha à rendre l'anglais savant plus facile à comprendre sans une éducation classique. Barnes déplorait l'induction inutile des mots étrangers ; au lieu d'utiliser des mots natifs de son propre dialecte et d'en forger de nouveaux basés sur les racines du vieil anglais. Entre autres, speechcraft pour grammar (grammaire), birdlore pour ornithology (ornithologie), fore-elders pour ancestors (ancêtres) et bendsome pour flexible (flexible). 
Un autre poète du XIXe siècle, qui soutient le purisme linguistique, est Gerard Manley Hopkins. Il écrit en 1882 : « On pleure de penser ce que l'anglais aurait pu être, car malgré tout ce que Shakespeare et Milton ont fait [...], aucune beauté dans un langage ne peut compenser le manque de pureté. »
Dans son essai de 1946, Politics and the English Language, George Orwell écrivait :
« Bad writers—especially scientific, political, and sociological writers—are nearly always haunted by the notion that Latin or Greek words are grander than Saxon ones ». (Les mauvais écrivains - surtout les écrivains scientifiques, politiques et sociologiques - sont presque toujours obsédés par l'idée que les mots latins ou grecs sont plus imposants que les mots saxons.)
Un contemporain d'Orwell, le compositeur australien Percy Grainger, a écrit l'anglais avec seulement des mots germaniques et l'a appelé « anglais aux yeux bleus ». Par exemple, un compositeur est devenu un tonesmith. Il a également utilisé des termes anglais au lieu des italiens traditionnels comme marqueurs de performance dans ses partitions, par ex. louden lots au lieu de molto crescendo.
La traduction en anglais de Lee Hollander de la Edda poétique (une collection de poèmes du vieux norrois), écrite presque uniquement avec des mots germaniques, inspireraient aussi de nombreux futurs écrivains du « anglish ».
En 1966, Paul Jennings (en) a écrit un certain nombre d'articles dans le magazine Punch, pour célébrer le 900e anniversaire de la conquête normande de l'Angleterre. Ces articles posaient la question de savoir comment serait l'Angleterre sans cette conquête. A été inclus un exemple de ce qu'il a appelé l'« Anglish », comme un échantillon de la littérature de Shakespeare comme il aurait pu être écrit si la conquête normande avait échoué. Il a donné « un arc à William Barnes ».
En 1989, l'écrivain de science-fiction Poul Anderson écrit un texte sur la théorie atomique fondamentale appelée Uncleftish Beholding. Ecrit en utilisant seulement des mots d'origine germanique, il est censé montrer ce à quoi les travaux scientifiques anglais pourraient ressembler sans emprunts étrangers. 
En 1992, Douglas Hofstadter se plaisait à parler du style « Ander-Saxon » (jeu de mots sur Anderson). Ce terme a depuis été utilisé pour décrire tous les écrits scientifiques qui utilisent uniquement des mots germaniques.
Anderson a usé de techniques dont :
- l'extension du sens (mote pour particles (particules));
- le calques, c'est-à-dire, la traduction des morphèmes des mots étrangers (uncleft pour atom (atome), que vient du grec a- 'non' et temnein 'couper'; ymirstuff pour uranium, faisant référence à Ymir, un géant dans la mythologie nordique, dont le rôle est similaire à celui d'Ouranos dans la mythologie grecque);
- le calque d'autres langues germaniques comme l'allemand et le néerlandais (waterstuff pour l'allemand Wasserstoff / néerlandais waterstof pour hydrogen (hydrogène); sourstuff pour l'allemand Sauerstoff / néerlandais zuurstof pour ''oxygen (oxygène);
- invention (firststuff pour element (élément); lightrotting pour radioactive decay (désintégration radioactive).

Le premier chapitre du roman de 1996 d'Alan Moore, La Voix du feu, utilise principalement des mots germaniques.
Une autre approche, sans un nom-tag spécifique, peut être vue dans la publication de septembre 2009 How We'd Talk if the English had Won in 1066 (« Comment nous parlerions si les Anglais avaient gagné en 1066 »), par David Cowley (le titre faisant référence à la bataille d'Hastings). Cela met à jour les mots vieil anglais à l'orthographe anglaise d'aujourd'hui, et cherche à interpeller le grand public en couvrant les mots en cinq étapes, de facile à « étrange et merveilleux », ainsi que de donner de nombreux exemples d'utilisation, des dessins et des tests.
Le roman The Wake de Paul Kingsnorth (en) de 2014 est écrit dans un hybride de vieil anglais et d'anglais moderne pour rendre compte de son milieu de 1066.